# فرماندهی مرزبانی استان سیستان و بلوچستان
فرماندهی مرزبانی استان سیستان و بلوچستان یک قرارگاه ستادی و عملیاتی است که مسئولیت کنترل و فرماندهی کلیه واحدهای فرماندهی مرزبانی در استان سیستان و بلوچستان را عهده‌دار می‌باشد.